# ناوهكش (مقاطعة دورة)
ناوهكش (بالفارسية: ناوه‌کش) هي قرية تقع في قسم دورة الريفي (مقاطعة دورة) في إيران. يقدر عدد سكانها بـ 1,070 نسمة .